# Danny Kent
Danny Kent (Chippenham, Inglaterra; 25 de noviembre de 1993) es un piloto de motociclismo británico que actualmente compite en el Campeonato Británico de Superbikes con el equipo Buildbase Suzuki.
En la temporada 2015 se convirtió en campeón mundial de Moto3, siendo el primer campeón británico desde Barry Sheene en 1977 y el primer campeón británico en la clase pequeña desde Dave Simmonds en 1969. En 2021 disputará el Mundial de Resistencia con el equipo francés R2CL con una Suzuki.

## Inicios
Danny Kent comenzó en minimoto como muchos otros pilotos, que avanzaba a través de la adolescencia ganando con la Aprilia antes de pasar a la competición en España, al Campeonato de España de Velocidad, CEV) mientras que también corrió como comodín, en Silverstone en 2010 a bordo de una Honda 125cc lo que le valió un puesto con Lambretta en el campeonato de 125cc de ese mismo año.

## 125cc y Moto3
Danny Kent entró en el Campeonato del Mundo de 125cc con la Lambretta en 2010 en el GP Japón en Motegi en el que logró calificarse 16.º, una gran mejora tras el 29 cosechado en Silverstone, sin embargo, se retiró de la carrera. Consiguió una mejor clasificación en el GP Portugal en Estoril, donde también abandonó y una mejor y única carrera acabada en el 21.º durante el GP Australia en Phillip Island.
En 2011 Danny Kent pasó equipo Aprilia de Aki Ajo para competir en su primera temporada completa del Campeonato Mundial de 125cc en la que completó una exitosa primera Temporada anotándose 82 puntos con un mejor resultado, el 4.º lugar logrado en el Circuito de Jerez.
En 2012 fue el comienzo de la clase Moto3, la clase en la que se utilizan motores de 4 tiempos de 250cc adosados a los motores de 125cc 2 tiempos, la clase que se reemplaza. Danny Kent se quedó con el equipo Red Bull Ajo, utilizando motores KTM. El equipo tuvo un año fantástico con Danny compañero de equipo de Sandro Cortese Campeón del Mundo ese año con el propio Danny que terminó 4.º. Danny obtuvo su primer podio en el GP de los Países Bajos, en Assen y consiguió su primera victoria en el GP Japón en el circuito de Motegi con una gran última vuelta un resultado que volvió a conseguir de manera similar sólo cuatro rondas más tarde, en el último Gran Premio de la temporada, en Valencia con una última curva valiente que le valió su segunda victoria.
Kent también se convirtió en parte de la Academia Burgan Phil Race (PBRA), un programa para desarrollar el talento británico en motociclismo, bajo la dirección de James Toseland. El objetivo del programa es proporcionar apoyo, tanto financiero como de consulta, para corredores de motocicletas británicas prometedores y los equipos del futuro.
En 2013 Danny Kent corrió con el equipo Tech 3 de Moto2.
En 2015, Danny Kent regresa a Moto3, compitiendo con el equipo Leopard Racing en una Honda NSR250RW. Luego de demostrar una gran superioridad sobre sus rivales durante la primera mitad de temporada, el británico tuvo una segunda mitad de temporada plagada de errores, lo que permitió que el piloto portugués del KTM Ajo Motorsport, Miguel Oliveira, le recortase una gran cantidad de puntos, llevando la pelea por el campeonato hasta la última carrera. El 8 de noviembre de 2015, Kent se convirtió en campeón mundial de Moto3 en la última cita del campeonato, disputada en el Circuito Ricardo Tormo, con un margen de solo 6 puntos. De esta manera, se convirtió en el primer campeón mundial británico desde Barry Sheene en 1977.
En 2016, regresa a la categoría intermedia de Moto2, participando con el equipo Leopard Racing. Su compañero de filas fue el subcampeón de Moto3 en 2015, Miguel Oliveira.

## Resultados
- 2001 – Minimoto gales – Debut y primera victoria.
- 2007 – Campeonato Británico Aprilia Superteens

### CEV 125GP
| Temporada | 1     | 2      | 3      | 4       | 5       | 6     | 7      | Pos. | Pts |
| --------- | ----- | ------ | ------ | ------- | ------- | ----- | ------ | ---- | --- |
| 2008      | VAL 8 | CAT 12 | JER 14 | ALB Ret | ALB Ret | VAL 7 | JER 11 | 9.º  | 28  |

### Red Bull MotoGP Rookies Cup
| Temp. | 1       | 2       | 3     | 4        | 5       | 6       | 7        | 8       | 9       | 10    | Pos. | Pts |
| ----- | ------- | ------- | ----- | -------- | ------- | ------- | -------- | ------- | ------- | ----- | ---- | --- |
| 2009  | JER 1 3 | JER 2 1 | MUG 7 | ASS Ret  | SAC 6   | DON 8   | BRN 1 2  | BRN 2 8 |         |       | 4.º  | 96  |
| 2010  | JER 1 1 | JER 2 2 | MUG 4 | ASS 1 11 | ASS 2 2 | SAC 1 3 | SAC 2 12 | BRN 1 3 | BRN 2 2 | MIS 1 | 2.º  | 164 |

### Campeonato del Mundo de Motociclismo
Sistema de puntuación de 1993 hasta 2022:
| Posición | 1.º | 2.º | 3.º | 4.º | 5.º | 6.º | 7.º | 8.º | 9.º | 10.º | 11.º | 12.º | 13.º | 14.º | 15.º |
| Puntos   | 25  | 20  | 16  | 13  | 11  | 10  | 9   | 8   | 7   | 6    | 5    | 4    | 3    | 2    | 1    |

#### Por temporada
| Temp. | Cat.  | Moto      | Equipo                  | N.º   | Carreras | Victorias | Podios | Poles | V.Ráp. | Pts | Pos  |
| ----- | ----- | --------- | ----------------------- | ----- | -------- | --------- | ------ | ----- | ------ | --- | ---- |
| 2010  | 125cc | Honda     | Aztec Grand Prix        | 52    | 1        | 0         | 0      | 0     | 0      | 0   | NC   |
| 2010  | 125cc | Lambretta | Lambretta Reparto Corse | 52    | 5        | 0         | 0      | 0     | 0      | 0   | NC   |
| 2011  | 125cc | Aprilia   | Red Bull Ajo Motorsport | 52    | 17       | 0         | 0      | 0     | 0      | 82  | 11.º |
| 2012  | Moto3 | KTM       | Red Bull KTM Ajo        | 52    | 17       | 2         | 3      | 1     | 1      | 154 | 4.º  |
| 2013  | Moto2 | Tech 3    | Tech 3                  | 52    | 15       | 0         | 0      | 0     | 0      | 16  | 22.º |
| 2014  | Moto3 | Husqvarna | Red Bull Husqvarna Ajo  | 52    | 18       | 0         | 2      | 1     | 0      | 129 | 8.º  |
| 2015  | Moto3 | Honda     | Leopard Racing          | 52    | 18       | 6         | 9      | 5     | 3      | 260 | 1.º  |
| 2016  | Moto2 | Kalex     | Leopard Racing          | 52    | 17       | 0         | 0      | 0     | 0      | 35  | 22.º |
| 2017  | Moto2 | Suter     | Kiefer Racing           | 52    | 2        | 0         | 0      | 0     | 0      | 3   | 33.º |
| 2017  | Moto2 | Suter     | Dynavolt Intact GP      | 52    | 0        | 0         | 0      | 0     | 0      | 3   | 33.º |
| 2017  | Moto2 | Kalex     | Garage Plus Interwetten | 52    | 1        | 0         | 0      | 0     | 0      | 3   | 33.º |
| 2017  | Moto3 | KTM       | Red Bull KTM Ajo        | 52    | 2        | 0         | 0      | 0     | 0      | 6   | 32.º |
| 2018  | Moto2 | Speed Up  | Speed Up Racing         | 52    | 13       | 0         | 0      | 0     | 0      | 8   | 25.º |
| Total | Total | Total     | Total                   | Total | 126      | 8         | 14     | 7     | 4      | 693 |      |

#### Por categoría
| Categoría | Temporadas            | 1.º Gran Premio   | 1.º Podio         | 1.º Victoria | Carreras | Victorias | Podios | Pole | V.Ráp. | Pts | CM |
| --------- | --------------------- | ----------------- | ----------------- | ------------ | -------- | --------- | ------ | ---- | ------ | --- | -- |
| 125cc     | 2010–2011             | Gran Bretaña 2010 |                   |              | 23       | 0         | 0      | 0    | 0      | 82  | –  |
| Moto3     | 2012, 2014–2015, 2017 | Catar 2012        | Países Bajos 2012 | Japón 2012   | 55       | 8         | 14     | 7    | 4      | 549 | 1  |
| Moto2     | 2013, 2016–2018       | Catar 2013        |                   |              | 48       | 0         | 0      | 0    | 0      | 62  | –  |
| Total     | 2010–2018             | 2010–2018         | 2010–2018         | 2010–2018    | 126      | 8         | 14     | 7    | 4      | 693 | 1  |

#### Carreras por año
(Carreras en negrita indica pole position, carreras en cursiva indica vuelta rápida)
| Año  | Categoría | Moto      | 1      | 2       | 3       | 4       | 5       | 6       | 7       | 8       | 9       | 10      | 11      | 12     | 13      | 14      | 15      | 16      | 17      | 18    | 19  | Pos  | Pts |
| ---- | --------- | --------- | ------ | ------- | ------- | ------- | ------- | ------- | ------- | ------- | ------- | ------- | ------- | ------ | ------- | ------- | ------- | ------- | ------- | ----- | --- | ---- | --- |
| 2010 | 125cc     | Honda     | QAT    | SPA     | FRA     | ITA     | GBR Ret | NED     | CAT     | GER     | CZE     | IND     | RSM     | ARA    |         |         |         |         |         |       |     | NC   | 0   |
| 2010 | 125cc     | Lambretta |        |         |         |         |         |         |         |         |         |         |         |        | JPN Ret | MAL Ret | AUS 21  | POR NC  | VAL Ret |       |     | NC   | 0   |
| 2011 | 125cc     | Aprilia   | QAT 13 | SPA 4   | POR 15  | FRA 17  | CAT 11  | GBR 10  | NED 6   | ITA 15  | GER 9   | CZE Ret | IND 13  | RSM 6  | ARA 6   | JPN 9   | AUS 22  | MAL 10  | VAL 17  |       |     | 11.º | 82  |
| 2012 | Moto3     | KTM       | QAT 8  | SPA Ret | POR 8   | FRA Ret | CAT 20  | GBR 6   | NED 3   | GER Ret | ITA 5   | IND 12  | CZE 7   | RSM 12 | ARA 4   | JPN 1   | MAL 6   | AUS 5   | VAL 1   |       |     | 4.º  | 154 |
| 2013 | Moto2     | Tech 3    | QAT 18 | AME 17  | SPA 26  | FRA 15  | ITA 21  | CAT 13  | NED 19  | GER Ret | IND 22  | CZE 12  | GBR 18  | RSM 18 | ARA 15  | MAL 12  | AUS 13  | JPN DNS | VAL     |       |     | 22.º | 16  |
| 2014 | Moto3     | Husqvarna | QAT 13 | AME 8   | ARG 9   | SPA 11  | FRA 13  | ITA 15  | CAT 17  | NED 8   | GER 5   | IND 12  | CZE 3   | GBR 9  | RSM 12  | ARA 3   | JPN 6   | AUS 20  | MAL 4   | VAL 4 |     | 8.º  | 129 |
| 2015 | Moto3     | Honda     | QAT 3  | AME 1   | ARG 1   | SPA 1   | FRA 4   | ITA 2   | CAT 1   | NED 3   | GER 1   | IND 21  | CZE 7   | GBR 1  | RSM 6   | ARA Ret | JPN 6   | AUS Ret | MAL 7   | VAL 9 |     | 1.º  | 260 |
| 2016 | Moto2     | Kalex     | QAT 6  | ARG 16  | AME Ret | SPA Ret | FRA 19  | ITA 14  | CAT Ret | NED 14  | GER DNS | AUT 12  | CZE 7   | GBR 15 | RSM Ret | ARA 29  | JPN Ret | AUS Ret | MAL 18  | VAL 9 |     | 22.º | 35  |
| 2017 | Moto2     | Suter     | QAT 13 | ARG Ret | AME DNS | SPA     |         |         |         |         |         |         | AUT DNS | GBR    | RSM     | ARA     | JPN     | AUS     | MAL     | VAL   |     | 33.º | 3   |
| 2017 | Moto2     | Kalex     |        |         |         |         |         | ITA Ret | CAT     | NED     |         |         |         |        |         |         |         |         |         |       |     | 33.º | 3   |
| 2017 | Moto3     | KTM       |        |         |         |         | FRA 10  |         |         |         | GER Ret | CZE     |         |        |         |         |         |         |         |       |     | 32.º | 6   |
| 2018 | Moto2     | Speed Up  | QAT 17 | ARG 12  | AME Ret | SPA Ret | FRA 21  | ITA Ret | CAT 21  | NED Ret | GER Ret | CZE Ret | AUT 12  | GBR C  | RSM Ret | ARA Ret | THA     | JPN     | AUS     | MAL   | VAL | 25°  | 8   |

### Campeonato Británico de Superbikes

#### Por temporada
| Temp. | Moto   | Equipo           | Carreras | Victorias | Podios | Poles | V.Rap. | Pts | Pos   |
| ----- | ------ | ---------------- | -------- | --------- | ------ | ----- | ------ | --- | ----- |
| 2021  | Suzuki | Buildbase Suzuki | 14       | 0         | 1      | 0     | 0      | 49  | 18.º  |
| 2022  | Suzuki | Buildbase Suzuki | 6        | 0         | 0      | 0     | 0      | 1*  | 19.º* |
| Total |        |                  | 20       | 0         | 1      | 0     | 0      | 50  |       |

- * Temporada en curso.

#### Carreras por año
(Carreras en negrita indica pole position, carreras en cursiva indica vuelta rápida)
| Año  | Moto   | 1       | 1      | 1       | 2       | 2       | 2       | 3      | 3       | 3      | 4     | 4     | 4     | 5      | 5       | 5       | 6   | 6   | 6   | 7   | 7   | 7   | 8   | 8   | 8   | 9   | 9   | 9   | 10  | 10  | 10  | 11  | 11  | 11  | Pos   | Pts |
| Año  | Moto   | R1      | R2     | R3      | R1      | R2      | R3      | R1     | R2      | R3     | R1    | R2    | R3    | R1     | R2      | R3      | R1  | R2  | R3  | R1  | R2  | R3  | R1  | R2  | R3  | R1  | R2  | R3  | R1  | R2  | R3  | R1  | R2  | R3  | Pos   | Pts |
| ---- | ------ | ------- | ------ | ------- | ------- | ------- | ------- | ------ | ------- | ------ | ----- | ----- | ----- | ------ | ------- | ------- | --- | --- | --- | --- | --- | --- | --- | --- | --- | --- | --- | --- | --- | --- | --- | --- | --- | --- | ----- | --- |
| 2021 | Suzuki | OUL Ret | OUL 14 | OUL Ret | KNO Ret | KNO Ret | KNO 14  | BRH 10 | BRH Ret | BRH 10 | THR 6 | THR 9 | THR 3 | DON 16 | DON Ret | DON DNS | CAD | CAD | CAD | SNE | SNE | SNE | SIL | SIL | SIL | OUL | OUL | OUL | DON | DON | DON | BRH | BRH | BRH | 18.º  | 49  |
| 2022 | Suzuki | SIL 17  | SIL 18 | SIL 15  | OUL 21  | OUL 19  | OUL Ret | DON    | DON     | DON    | KNO   | KNO   | KNO   | BRH    | BRH     | BRH     | THR | THR | THR | CAD | CAD | CAD | SNE | SNE | SNE | OUL | OUL | OUL | DON | DON | DON | BRH | BRH | BRH | 19.º* | 1*  |

- * Temporada en curso.